# Daniel Delgadillo
Daniel Delgadillo (San Luis Potosí, 27 settembre 1989) è un nuotatore messicano, specializzato nel nuoto di fondo.

## Biografia
Ha esordito nelle rassegne iridate ai mondiali di Roma 2009, in cui ha ottenuto il 28º posto nella 5 km.
Ha rappresentato il Messico ai Giochi olimpici estivi di Tokyo 2020, dove ha ottenuto il 17º posto nella 10 km maschile.